# Wenkbrauwkameleon
De wenkbrauwkameleon (Brookesia superciliaris) is een dagactieve hagedis uit de familie van de kameleons (Chamaeleonidae). Deze kleine kameleon is endemisch in het oosten van Madagaskar.

## Naam en indeling
De wetenschappelijke naam van de soort werd voor het eerst voorgesteld door Heinrich Kuhl in 1820. Oorspronkelijk werd de wetenschappelijke naam Chamaeleo superciliaris gebruikt. De soortaanduiding superciliaris is afgeleid van het Latijnse woord supercilium, dat 'wenkbrauw' betekent.

## Uiterlijke kenmerken
De wenkbrauwkameleon heeft een bruine tot beige kleur en een langgerekt lichaam met een vrijwel rechte dorsale kam, bestaande uit tien of elf stekels. Opgerold lijkt het dier op een gevallen blad, hieraan dankt het dier de Engelse naam brown leaf chameleon. De Nederlandstalige naam wenkbrauwkameleon is te danken aan een driehoekige kam boven ieder oog die de gelijkenis met een blad nog eens versterken.
Een volwassen mannetje heeft een kop-romplengte tussen de veertig en 53 millimeter en een totale lengte tussen de 67 en 95 millimeter. Een volwassen wijfje heeft een kop-romplengte tussen de 35 en 52 millimeter en een totale lengte tussen de 59 en 85 millimeter.
De wenkbrauwkameleon foerageert overdag tussen dode bladeren op de grond, in de nacht rust hij verstopt in lage vegetatie. Bij gevaar rolt hij zich op, zodat hij niet opvalt tussen de dode bladeren. Als het dier bedreigd wordt probeert hij te vluchten of richt het zijn stekels richting zijn belager.

## Verspreiding en leefgebied

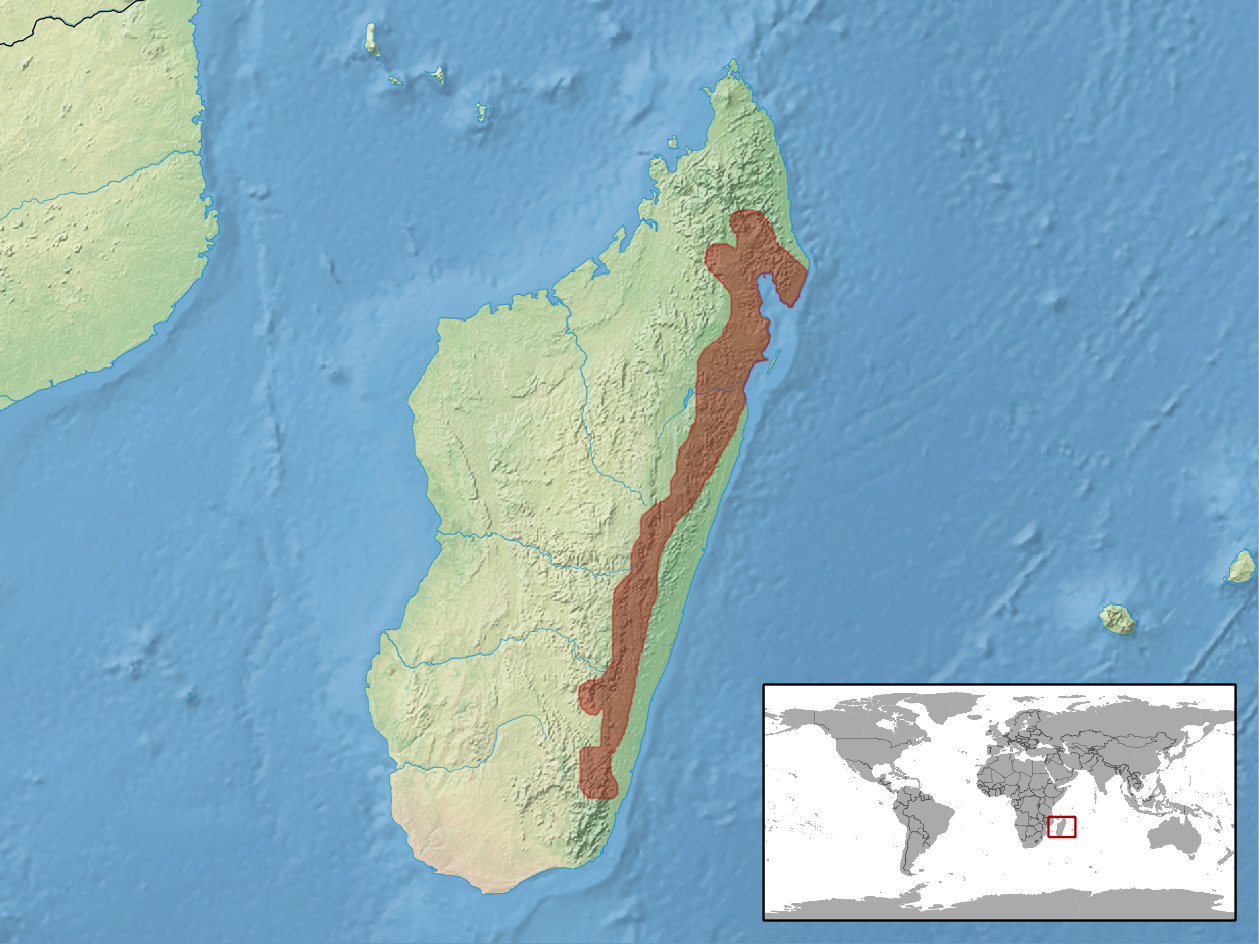
Verspreidingsgebied in Madagaskar

De wenkbrauwkameleon is endemisch in de vochtige laaglandbossen in het westen van Madagaskar. De soort komt hier voor op een hoogte tussen 650 en 1250 meter boven de zeespiegel. Zijn verspreidingsgebied wordt geschat op ongeveer 75.000 vierkante kilometer. De wenkbrauwkameleon is volledig aangepast aan zijn leefgebied en komt er wijdverbreid voor, onder andere in een aantal beschermde gebieden, zoals het Nationaal park Andasibe Mantadia en de nationale parken Andringitra, Marojejy en Ranomafana.

## Beschermingsstatus
Door de internationale natuurbeschermingsorganisatie IUCN is de beschermingsstatus 'veilig' toegewezen (Least Concern of LC).